# Под покровом ночи (фильм, 1990)
Под покровом ночи (другой вариант перевода «В холоде ночи», англ. In the Cold of the Night) — художественный фильм Нико Масторакиса, снятый в 1990 году.

## Сюжет
Фотограф Скотт Брюин страдает от кошмаров, которые ему снятся. В них он видит, как он идёт по коридору какого-то дома, заходит в ванную и убивает там девушку. Сны появляются каждую ночь. Скотт обращается к психологу, но это не помогает. Друзья тоже не в силах помочь. Но однажды он встречается с красоткой из своих снов наяву. Её зовут Кимберли. Влюбившись в неё, он начинает бояться, что с ней может произойти что-то ужасное и непоправимое. Постепенно он начинает замечать, что она куда-то уходит, а однажды находит в её доме диск, на котором записаны те самые кошмары, которые снились Скотту. Ничего не понимая, он разыскивает её и узнаёт, что это всё был большой эксперимент. Она приводит Скотта в дом к тому самому человеку, который всё это устроил. Тот всё объясняет. Скотт и Кимберли уезжают обратно домой, но за ними идёт погоня. Оторвавшись, они добираются до дома, где Кимберли вкалывает Скотту снотворное. Очнувшись, он обнаруживает, что прилетел вертолёт и забрал её куда-то. Наступает утро. В конце видно, как Скотт сидит рядом с мотоциклом Кимберли и смотрит в небо, а там на секунду показывается ленточка, на которой написано «Я люблю тебя, Кимберли».

## Создатели
- Режиссёр — Нико Масторакис
- Авторы сценария — Нико Масторакис, Фред С. Перри
- Продюсеры — Боб Мэннинг, Аманда Мартин
- Оператор — Андреас Беллис
- Монтаж — Бэрри Цетлин

## В ролях
- Джефф Лестер[англ.] — Скотт Брюин
- Эдриэнн Сакс — Кимберли Шоун
- Марк Сингер — учёный Кен Стром
- Типпи Хедрен — Клара
- Брайан Томпсон — Фил